# Čaglin
Čaglin – wieś w Chorwacji, w żupanii pożedzko-slawońskiej, siedziba gminy Čaglin. W 2011 roku liczyła 591 mieszkańców.